# Hermacha itatiayae
Hermacha itatiayae is een spinnensoort in de taxonomische indeling van de Entypesidae.
Hermacha itatiayae werd in 1923 beschreven door Mello-Leitão.